# France Prešeren
France Prešeren () [francè prešérən], slovenski pesnik, * 3. december 1800, Vrba, † 8. februar 1849, Kranj.
France Prešeren se je rodil v kmečki družini. V osnovni šoli je bil tako priden, da so ga zapisali v zlato knjigo. Po uspešno zaključenem študiju na dunajski pravni fakulteti se je vrnil v Ljubljano, kjer je delal kot odvetnik. V tem času je napisal večino svojih pesmi, pri pisanju katerih ga je pomembno usmerjal prijatelj Matija Čop. Prešeren je prvi Slovenec, ki se je po kakovosti svojega pisanja lahko kosal s sodobniki po Evropi, kjer je tedaj vladala romantična usmeritev. 
Življenjska pot pesnika, nesrečno zaljubljenega v bogato Primičevo Julijo, ki ji je posvetil Sonetni venec (1834) in nekatere druge ljubezenske pesmi, je bila polna raznovrstnih preizkušenj. Njegovi prijatelji so umirali eden za drugim, kot pesnik pa v času svojega življenja ni bil priznan. V zadnjih letih življenja se je vse bolj soočal z malodušjem, težavami z alkoholom, ki je nazadnje povzročil njegovo smrt. 
France Prešeren danes velja za največjega slovenskega pesnika. Del njegove pesmi Zdravljica, napisane leta 1844, je besedilo državne himne Republike Slovenije, obletnica njegove smrti pa osrednji državni kulturni praznik. V manjšem obsegu obeležujemo tudi obletnico njegovega rojstva kot Ta veseli dan kulture.

## Življenje

### Mladost in šolanje
France Prešeren se je rodil kot tretji otrok in prvi sin materi Mini, rojeni Svetina (pri Muhovcu) v Žirovnici ter očetu Šimnu, po domače Ribčevemu (Hribčevemu), iz Vrbe na Gorenjskem. Že zelo zgodaj je kazal izjemno nadarjenost, zato so ga leta 1808 poslali k stricu Jožefu, ki je kot duhovnik služboval na Kopanju pri Veliki Račni. 
Od leta 1810 je obiskoval ljudsko šolo v Ribnici, kjer je bil kot odličnjak zapisan v zlato knjigo. Leta 1812 je šolanje nadaljeval v Ljubljani in leta 1813 začel obiskovati gimnazijo. Po končani gimnaziji je v Ljubljani zaključil še dva letnika tedanje »filozofije« in leta 1821 odpotoval na Dunaj, kjer je končal še tretji letnik, ki ga je moral izdelati za nadaljevanje študija. Naslednje leto se je vpisal na dunajsko pravno fakulteto.
Leta 1824 je domačim v pismu sporočil, da se je dokončno odločil za študij prava. Prišlo je do spora s starši, saj je mati želela, da bi postal duhovnik. Prešeren je pri odločitvi vztrajal, čeprav so mu domači in strici duhovniki odtegovali denarno pomoč. Kljub temu mu je uspelo shajati, saj je bil od leta 1822 Knafljev štipendist, še vedno mu je pomagal stric Jožef, denar pa si je služil tudi kot domači učitelj v Klinkowströmovemu zavodu za katoliško mladino. To službo je moral zaradi svoje svobodomiselnosti in ker je gojencu, kasnejšemu pesniku in politiku Anastaziju Grünu (pravo ime Anton Alexander von Auersperg) - grofu Auerspergu, posojal prepovedane knjige, zapustiti.
Med počitnicami se je vračal domov, kjer je obiskoval strice, leta 1824 pa se je v Ljubljani zaljubil v gostilničarjevo hčer Zaliko Dolenc.

### Ljubljana, Čop inKrajnska čbelica
Leta 1828 je dokončal študije in poleti odpotoval na Moravsko, nato pa se je vrnil v Ljubljano, kjer je pri odvetniku Leopoldu Baumgartnerju pričel opravljati obveznosti svoje prve službe kot odvetniški pripravnik. Naslednjega leta je sprejel še neplačano delovno mesto pri državnem uradu. 
V Ljubljani se je Prešeren spoprijateljil s profesorjem in knjižničarjem Matijem Čopom, rojakom iz Žirovnice, ki je dobro poznal tedanjo romantično književnost in miselnost ter govoril 19 jezikov. Prešeren je leta 1832 v Celovcu opravil sodno-odvetniški izpit.
France Prešeren je bil osrednji pesnik zbornika Krajnska čbelica, ki ga je urejal Miha Kastelic. Čbelica je izšla petkrat, in sicer leta 1830, 1831, 1832, 1834 in 1848. V času izida četrtega zvezka je prišla v težave zaradi cenzure, ki so jo povzročili janzenisti in Jernej Kopitar. Njihov spor zaradi nasprotujočih si mnenj glede nadaljnjega razvoja slovenske književnosti (čbeličarji s Prešernom in Čopom so se zavzemali za visoko književnost v slovenskem jeziku, janzenisti pa za književnost, osnovano na ljudskem slovstvu po zgledu Srbov, posebno Vuka Karadžića, ki ga je cenil Kopitar), je črkarska pravda, ki se je tedaj odvijala in se samo še poglabljala. 
Zahtevi, naj ima v črkopisu vsak glas svojo črko, ki jo je Kopitar kot nasprotnik tedanje pisave bohoričice podal v svoji slovnici, sta sledila slovničarja Franc Serafin Metelko in Peter Dajnko, ki sta objavila vsak svojo različico novega črkopisa, imenovana metelčica in dajnčica. Pisavi sta bili neprimerni in prezapleteni. Metelčica zato, ker jo je sestavljalo preveč zapletenih in nepotrebnih črk, prevzetih tudi iz cirilice. Metelčica je bila tako leta 1833 z zakonom prepovedana. Dajnčica, ki se je delno uveljavila na Štajerskem, pa je ostala v veljavi do 1838/39. Prešeren je v abecedno vojno posegel s pesmimi, kot je denimo Sonet o kaši, iz Kopitarja, s katerim se nista najbolje razumela tudi zaradi zgoraj omenjenih razlik v pojmovanju slovstva, pa se je duhovito ponorčeval tudi s sonetom Apel in čevljar, ki se konča z znamenitim verzom: »Le čevlje sodi naj Kopitar!«

### Življenjske preizkušnje, razmerje z Ano Jelovšek
6. aprila 1833 naj bi Prešeren v trnovski cerkvi zagledal Julijo Primic, ki je prihajala iz bogate ljubljanske družine, in se vanjo zaljubil. Ta ljubezen je močno vplivala na pesnikovo nadaljnje življenje in ustvarjanje. Naslednje leto je postal odvetniški pripravnik pri starem prijatelju Blažu Crobathu. Večkrat je zaprosil za samostojno odvetniško mesto, vendar so mu avstrijske oblasti prošnje vedno znova zavračale, saj je bil zaradi svoje svobodomiselnosti označen kot politično sumljiv. Poleg tega Julija Primic njegove ljubezni ni sprejela in se leta 1839 poročila z bogatim plemiškim sinom Scheuchenstuehlom.
Leta 1835 je umrl Prešernov stric Jožef, ki ga je vedno podpiral. Poleti istega leta pa je v Savi utonil Matija Čop, kar je Prešerna zelo prizadelo. Njegovo smrt je očital tudi sebi, ker ni odšel z njim na kopanje, saj je bil mnenja, da bi ga lahko rešil, čeprav tudi sam ni znal dobro plavati. Prijatelju je posvetil več pesmi, med drugim tudi pesnitev Krst pri Savici, ki ima pred samim začetkom tudi posvetilni sonet Matiji Čopu.
V teh letih (okrog 1837) se je zapletel z Ano Jelovšek, služabnico pri Crobathovih, ki je bila tedaj še mladoletna. Imela sta tri otroke, in sicer: Terezijo (15. oktober 1839 – 14. maj 1840), Ernestino (18. december 1842 – 3. december 1917) in Franca (18. september 1845 – 17. avgust 1855). Čeprav se zveza ni poglobila, je z njo in otroki vzdrževal stalne stike in jim po svojih močeh denarno pomagal. Hči Ernestina Jelovšek je kasneje napisala Spomine, v katerih je opisala odnos med očetom in materjo.
Prešeren je po smrti Matije Čopa tesneje prijateljeval z mladim Poljakom Emilom Korytkim, ki je bil zaradi sodelovanja pri narodnoprebudnem gibanju v domovini pregnan v Ljubljano. Korytko se je ukvarjal z zbiranjem ljudskih pesmi, pri čemer mu je začel pomagati tudi Prešeren in tako razvil zanimanje tudi za tovrstno slovstvo. Korytko je umrl leta 1839. 
Leta 1839 se je vrnil domov Andrej Smole, ki je zaradi dolgov zapustil domovino in velik del svojega življenja preživel v tujini. Prešeren ga je pogosto obiskoval na gradu Prežek na Dolenjskem. Skupaj sta izdajala knjige (na primer pesmi Valentina Vodnika in Ta veseli dan ali Matiček se ženi Antona Tomaža Linharta), načrtovala pa sta tudi nov časopis, katerega objavo je zadrževala cenzura. Smole je umrl leta 1840 na praznovanju svojega godu v Prešernovi prisotnosti.
Zaradi številnih izgub in neuslišane ljubezni do Primičeve Julije je Prešeren zapadel v krizo. Vdajal se je alkoholu in postajal čedalje bolj ravnodušen. Uteho je iskal v gostilnah in postal znan po priložnostnih kvantaških pesmih, ki so bile izjemno duhovite, a njegova pesniška ustvarjalnost je pešala. 
Znova se je nesrečno zaljubil, tokrat v Jerico Podboj, hčerko gostilničarke Metke, v katere lokal je redno zahajal. Jerici je posvetil tudi nekaj pesmi. 
Leta 1843 so začele izhajati Kmetijske in rokodelske novice veterinarja in politika Janeza Bleiweisa, ki so že naznanjale prihod novih časov za Slovence. Bleiweis Prešerna ni povabil k sodelovanju, temveč je namesto njegovih poveličeval in objavljal dela pesnika Jovana Vesela Koseskega, čeprav je slednjega v umetniški vrednosti Prešeren presegal. Kasneje je Bleiweis vseeno objavil nekatere Prešernove pesmi, vendar na manj vidnih mestih v časopisu. Jovan Vesel Koseski je namreč pisal pesmi s kmečko tematiko, ki je bila razumljiva kmečkemu prebivalstvu, ki je bilo v tistih časih večinsko, medtem ko je Prešeren pisal visoko poezijo, ki so ji bili kos le redki.
France Prešeren je ponovno začel pisati pesmi, obenem pa je pripravljal izdajo pesniške zbirke z naslovom Poezije. Končno različico z najboljšimi pesmimi je leta 1846 oddal v pregled cenzuri. Tedanji cenzor Fran Miklošič je tisk odobril 22. julija tega leta, vendar je Prešeren moral črtati nekatere pesmi, med njimi Zdravljico (napisano leta 1844). Poezije je ljubljanski tiskar Jožef Blaznik dotiskal decembra 1846, izšle pa so z letnico 1847.

### Selitev v Kranj in smrt
Leta 1846 je bila odobrena Prešernova prošnja, šesta po vrsti, za odvetniško mesto. Oblast se je odločila, da ga namesti v Kranj, kamor se je preselil jeseni. Kot pisarja je zaposlil sina Andreja Smoleta, gospodinjila pa mu je sestra Katra Prešeren.
Po marčni revoluciji leta 1848 je lahko končno objavil Zdravljico. Pesem je izšla v Bleiweisovih Novicah, nekatere pesmi pa je objavil še v zadnjem letniku Kranjske čbelice. Prešernovo pesniško ustvarjanje je tedaj zamrlo, pojavili pa so se tudi resnejši znaki bolezni. Bil je zadolžen in brez denarja, saj ni izkoriščal možnosti za zaslužek, ki so se mu kot odvetniku ponujale, saj naj bi revne zastopal celo brezplačno. V oporoki je priznal svoja preživela otroka in jima namenil skromni ostanek premoženja.
Po njegovi smrti naj bi kranjski veljaki uničili nekaj Prešernove književne zapuščine. Verjetno gre za gostilniške in druge pesmi, ki so jih v tem času imeli za nespodobne. 
France Prešeren je umrl na četrtek, 8. februarja 1849. Pokopali so ga 10. februarja v Kranju. 
Janez Bleiweis je spodbudil zbiranje prispevkov za postavitev spomenika Prešernu na kranjskem pokopališču. Kljub temu da tedanji odziv med ljudstvom ni bil posebno navdušen, so leta 1852 v sedanjem Prešernovem gaju postavili spomenik pokojnemu pesniku, ki je v kasnejših letih pridobil sloves največjega med Slovenci.

## Delo
- Delo Franceta Prešerna podrobno obravnava članek Delo Franceta Prešerna.
- Seznam zbranega dela je na voljo v članku Seznam del Franceta Prešerna.